# Diskografie Heidi Janků

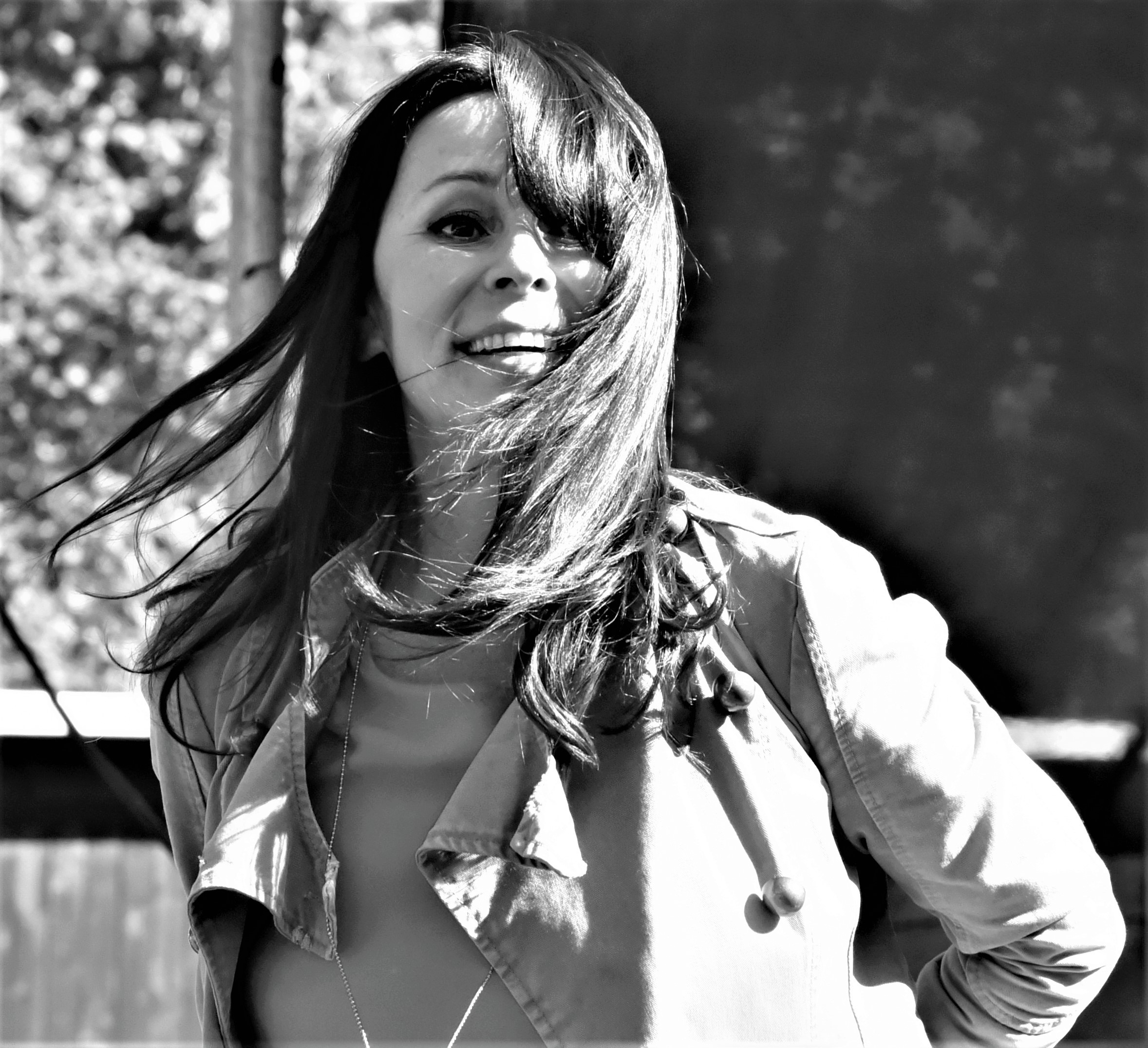
Heidi Janků (2019)

Toto je diskografie Heidi Janků

## Alba
- [1986 Heidi a Supernova Ivo Pavlíka – Supraphon
- 1987 Runnin´ Out – Artia (anglická verze LP Heidi a Supernova Ivo Pavlíka)
- 1987 Úplně všechno – Supraphon
- 1989 Novinka - Heidi a Supernova Ivo Pavlíka – Supraphon
- 1989 Cesta kolem těla – Supraphon
- 1992 Heidi – Anes
- 1996 Ave Maria – Prolux
- 2000 Zpověď – Aplaus
- 2001 Když cowboy spí – Aplaus (singel)
- 2002 Zlatej důl jsem přece já – Popron Music
- 2004 Buď a nebo – Aplaus
- 2006 Já jsem pořád já – Ivox (Best Of 1982–2006)
- 2007 Jen tak žít neumím – Ivox
- 2009 Heidisky – Ivox
- 2012 L - Ivox
- 2013 Rarity - Ivox

### Kompilace
- 2003 To byl váš hit – 90. léta – Levné knihy –19.Tahiti
- 2004 Česká diskotéka – CD – Supraphon  –16.Když se načančám
- 2005 Hity z české diskotéky - Popron Music –04.Když se načančám
- 2007 Hity z českých filmů a pohádek 1+2 – Popron Music  –03.Popocatepetl Twist / z filmu Rebelové

## Singly
1982 - Dívčí internát (Nag) / Já jsem já (SP Supraphon 1143 2677)

1983 - Nikdo není doma (Bad Connection) / Hnízdo vos (SP Supraphon)

1984 - Naše parta holčičí (z pořadu Sejdeme se na výsluní)(SP Supraphon 1143 2907)

1984 - Kuře na grilu / Emil (SP Supraphon 1143 2844)

1985 - Jen tak žít neumím / Kouzelný pláč (SP Supraphon)

1985 - Nezačínej zas o tom všem (Shot Full Of Love) / Ruce za hlavou (SP Supraphon 1143 3051)

1985 - Budem stokrát krásnější / Vím už svý (SP Supraphon 1143 3152)

1986 - Tak Jdem (s Daliborem Jandou)  (SP Supraphon)

1987 - Jsem nekonečná (If You're Ever Gonna Lose My Love) / Táta se dívá (SP Supraphon 	1143 3396)

1987 - Tak se mi vtírej / Pátek v hotelu Grand (SP Supraphon 1143 3455)

1987 - Maestro, Maestro(Heidi a Lešek Wronka) / Účes z roku 62 (SP Supraphon 1143 3400)

1987 - Holka tvrdohlavá (SP Supraphon 1143 3480)

1988 - Stratený raj ( Heidi a Vašo Patejdl)(SP Opus 9143 0699)

1989 - Ztracený ráj ( Heidi a Vašo Patejdl) / Novinka (SP Supraphon)

1989 - Sláva bláznivým nápadům / Cesta kolem těla (SP Supraphon 11 0380-7 311)

1995 - Give Me The Music (CDM Prolux PU 0028-2331)

1996 - Ave Maria(CDM Prolux PU 0052-2331)

2001 - Když cowboy spí (CDM-Promo Aplaus AA-0286 2 331)

2012 - L (CDS Ivox International IX-0014)